# Guinness (Bier)

Logo bis 2016

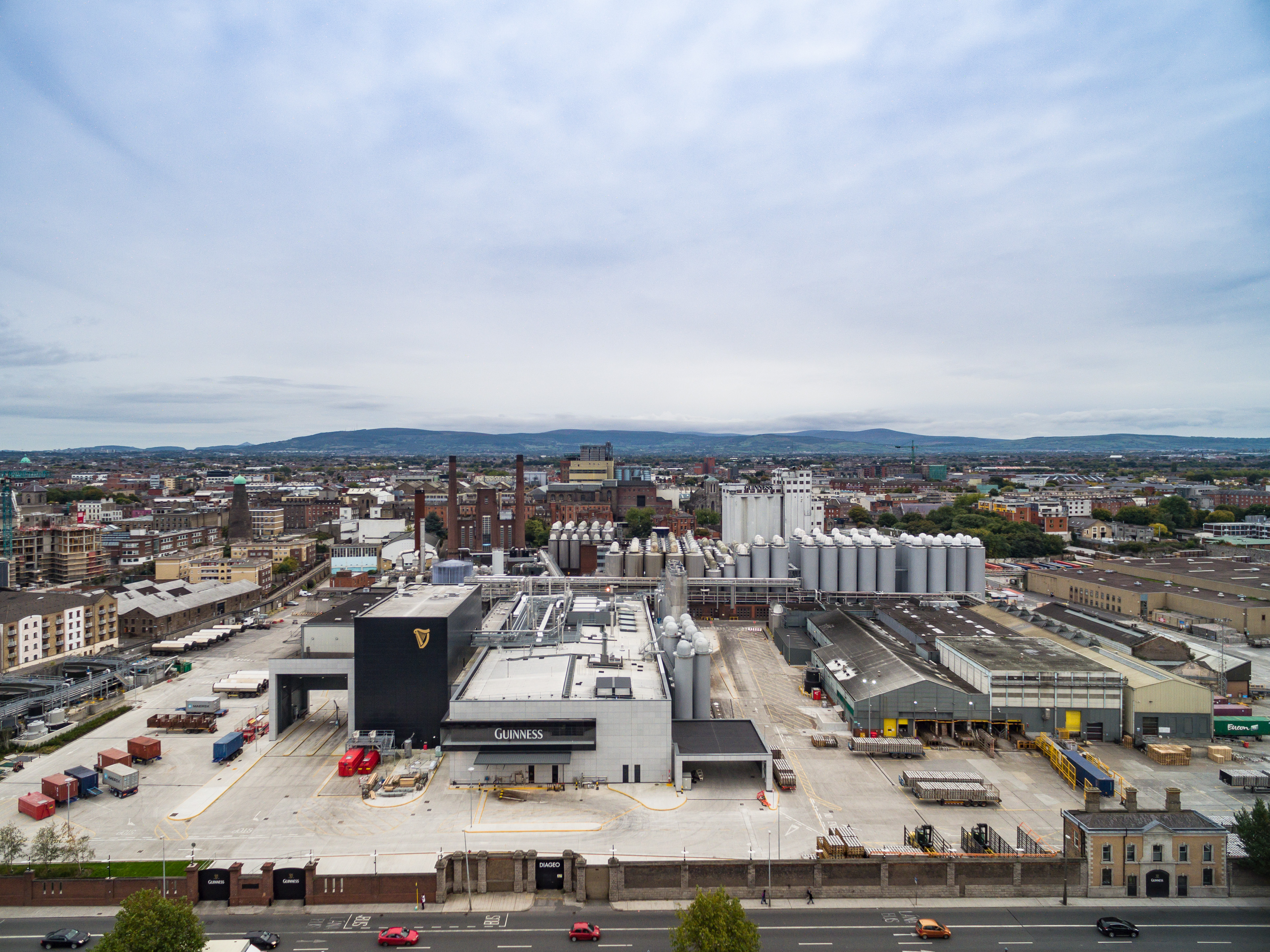
Guinness-Brauerei

Guinness Draught

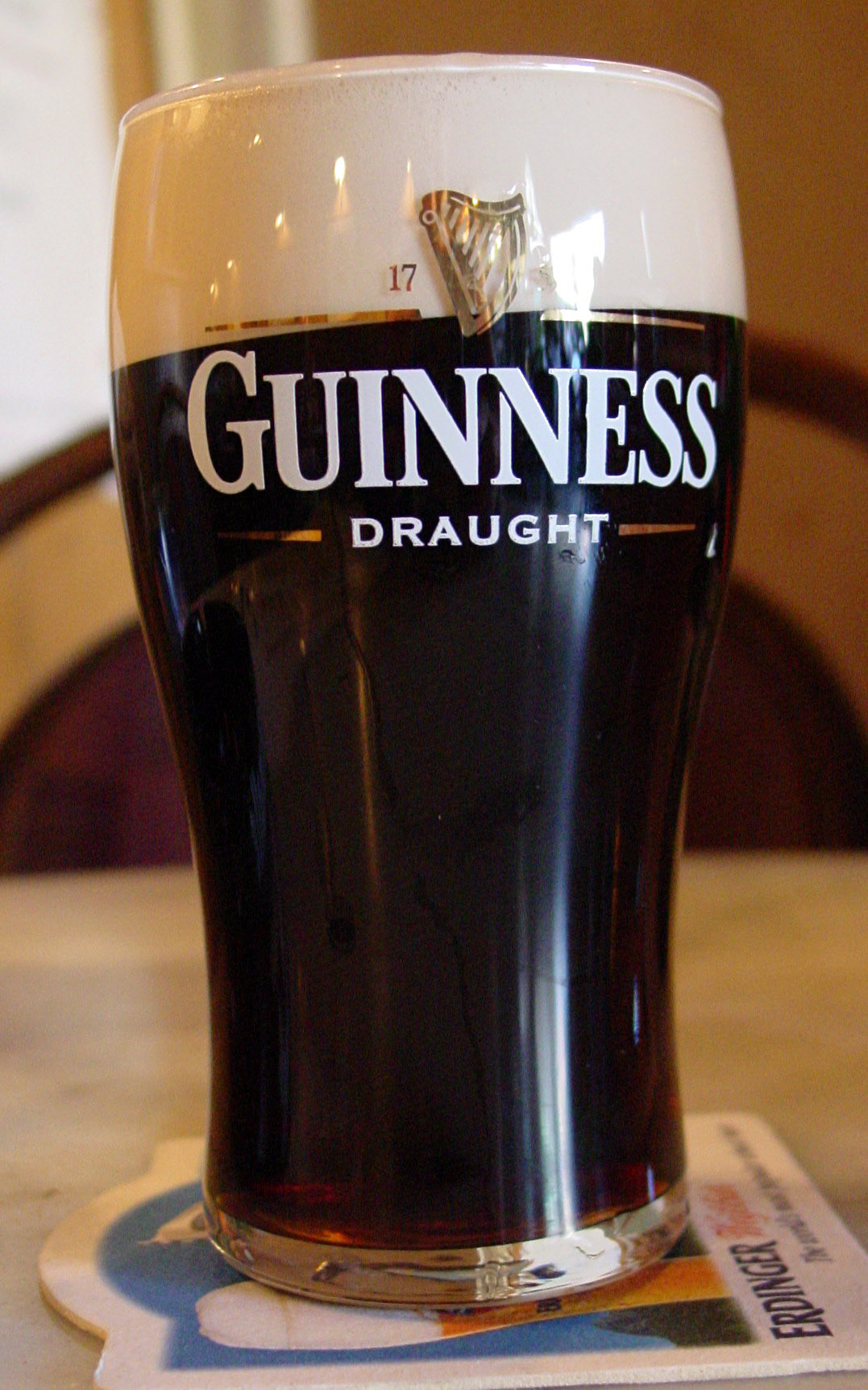
Guinness

Guinness (irisch [ˈgɪnɪs]) ist eine Biermarke aus Irland. Rechteinhaber ist die Guinness-Brauerei, die seit 1997 Teil des britischen Spirituosen- und Bierherstelles Diageo ist. Von Arthur Guinness 1759 in Dublin gegründet, wird Guinness-Bier am St. James’s Gate in Dublin und in zahlreichen weiteren Brauereien weltweit gebraut. Je nach Zielland wird ein variiertes Rezept verwendet. Das Guinness Storehouse zeigt die Geschichte und den Herstellungsprozess. Die Guinness-Brauereien gehören alle zum britischen Diageo-Getränkekonzern mit Sitz in London.

## Etymologie
Der Name Guinness ist eine Anglisierung des irischsprachigen Nachnamens Mac Aonghusa bzw. Mag Aonghusa [məˈgiːnəsə] und bedeutet „Sohn des Aongus“. Aongus bedeutet „eine Wahl“ (keltisch *oino-gustus).

## Produkte
| Name                         | Alkoholgehalt (in % Vol.) | Anmerkungen |
| ---------------------------- | ------------------------- | --- |
| Guinness Draught             | 4,2                       | - vom Fass und aus der Dose |
| Guinness Extra Stout         | 4,1                       | - basierend auf einem Rezept von 1821 für Superior Porter |
| Guinness Foreign Extra Stout | 7,5                       | - basierend auf einem Rezept von 1801 für West India Porter |
| Hop House 13 Lager           | 5,0                       | - Lagerbier - starke Hopfennote |
| Dublin Porter                | 3,8                       | - basierend auf einem Rezept von 1796 für Dublin Porter |
| West Indies Porter           | 6,0                       | - basierend auf einem Rezept von 1801, aus dem sich später das Foreign Extra Stout entwickelte                                                                         |
| Golden Ale                   | 4,5                       | [ 7 ] |
| Blonde American Lager        | 5,0                       | [ 8 ] |
| Nitro IPA                    | 5,8                       | [ 9 ] |
| Smooth                       | -                         | [ 10 ] |
| Special Export               | 8,0                       | - 1944 von John Martin für den belgischen Markt in Auftrag gegeben |
| The 1759                     | 9,0                       | [ 13 ] |
| Guinness 0.0                 | 0,0                       | - kaltgefiltertes, alkoholfreies Bier - Verkauf in 440-ml-Dosen - Einführung am 26. Oktober 2020 in ausgewählten Supermärkten in Irland und dem Vereinigten Königreich |

Guinness Draught wird mit einem Gemisch aus 30 Prozent Kohlendioxid und 70 Prozent Stickstoff gezapft, wodurch das Guinness einen eigenen Geschmack erhält und der Schaum cremiger und haltbarer wird. Die meisten anderen Biere werden nur mit Kohlendioxid gezapft. Eine Besonderheit ist das in den Dosen enthaltene floating widget, das erst beim Öffnen der Dose das Gas freigibt und somit das Bier wie frisch gezapft erscheint.
Viele Jahrzehnte lang wurden bei der Filtrierung Hausenblasen eingesetzt. Ab Mitte 2016 wurde jedoch wieder auf den ursprünglichen Filtrierungsprozess umgestellt.

## Mix-Getränke

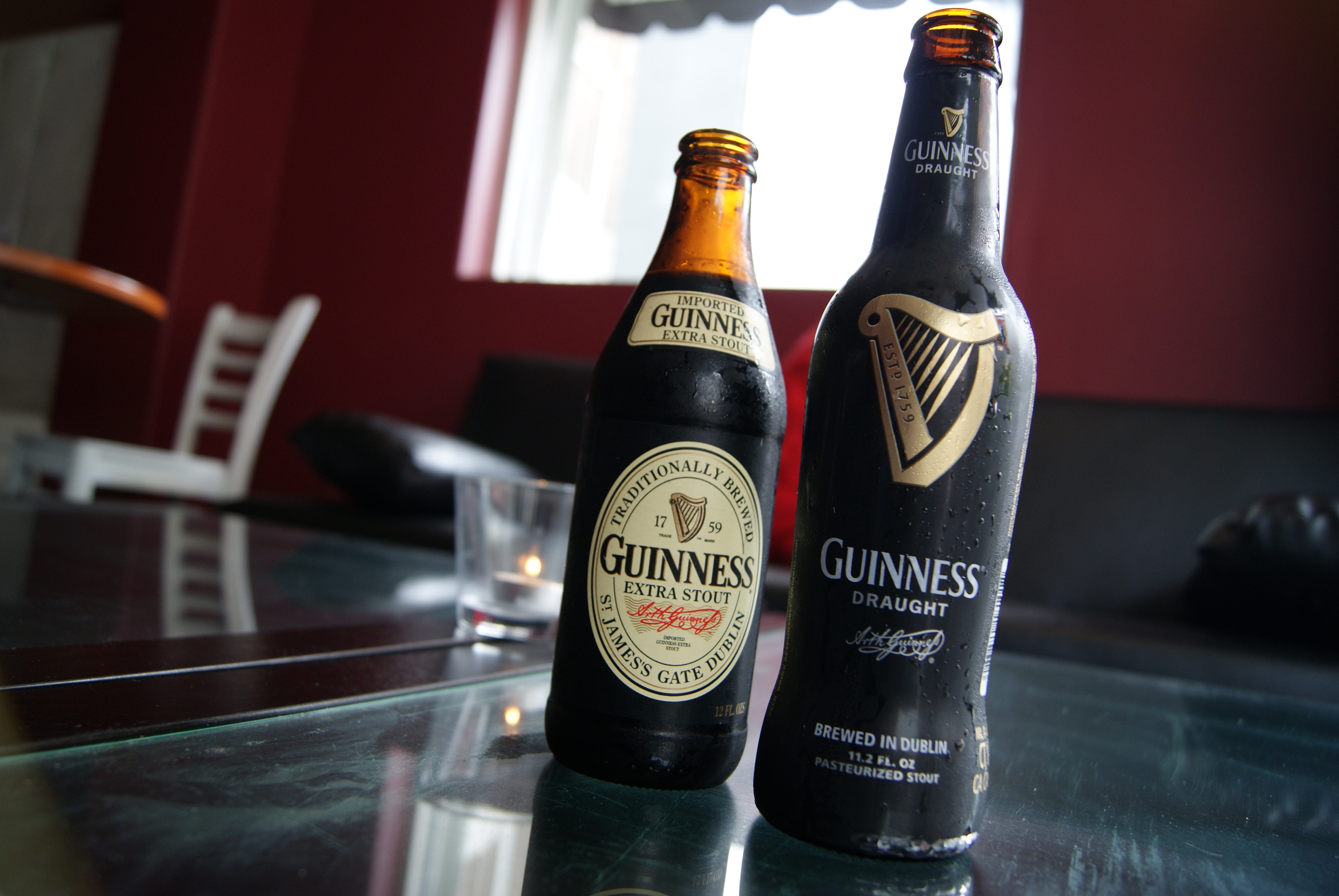
Guinness Extra Stout und Guinness Draught

Der 1861 im Londoner Brooks’s Club kreierte Drink „Black Velvet“ besteht zur Hälfte aus Guinness-Bier, zur anderen aus Champagner.
Guinness-Bier wird als Black & Tan getrunken. Das ist eine Mischung aus irischem Kilkenny und Guinness, wobei mancherorts Pils anstatt Kilkenny verwendet wird. Für Midnight wird dem Guinness eine Portion Portwein beigefügt. Poor Man’s Black Velvet oder Snake bite findet zunehmend Verbreitung und ist ein Mixgetränk aus Guinness und Cider. Belfast Carbomb oder Irish Carbomb besteht aus Guinness, Irish Cream (beispielsweise Baileys) und irischem Whiskey. Eine Spielart der Zubereitung besteht darin, ein kleines Gläschen, das zu gleichen Teilen mit Whiskey und Baileys befüllt wird, in einem Glas Guinness zu versenken und dies sofort zu trinken. Bei längerer Standzeit des Gemischs flockt sonst der Sahneanteil des Irish Cream aus. Eine fruchtige Variante ist der Liverpool Kiss, er besteht aus Guinness mit Cassis.
Mit Portwein und irischem Whiskey wird Guinness als Midnight aufbereitet. Das Mischungsverhältnis liegt bei 0,4 l Guinness, 0,08 l Portwein und 0,02 l Irish Whiskey. Vorzugsweise wird dafür Tullamore Dew oder Paddy verwendet.

## Brewhouse Series
Im Oktober 2005 führte Guinness die Brewhouse Series ein. Es werden dabei neue, limitierte Sorten für sechs Monate angeboten. Die erste Variante in dieser Serie war das Brew 39, das bei gleichen Inhaltsangaben und gleicher Herstellungsweise wie Guinness Draught einen leicht abweichenden Geschmack hatte. Es wurde von Herbst 2005 bis Frühling 2006 vertrieben. Im Mai 2006 folgte Toucan Brew, das nach dem Werbetier der Brauerei benannt ist. Als bislang letzte Sorte wurde im Oktober 2006 das North Star Brew eingeführt, das ebenfalls die Zutaten des Guinness Draught hat, aber wegen einer leichten Änderung der Gerstenmalz-Mischung geschmacklich geändert ist.

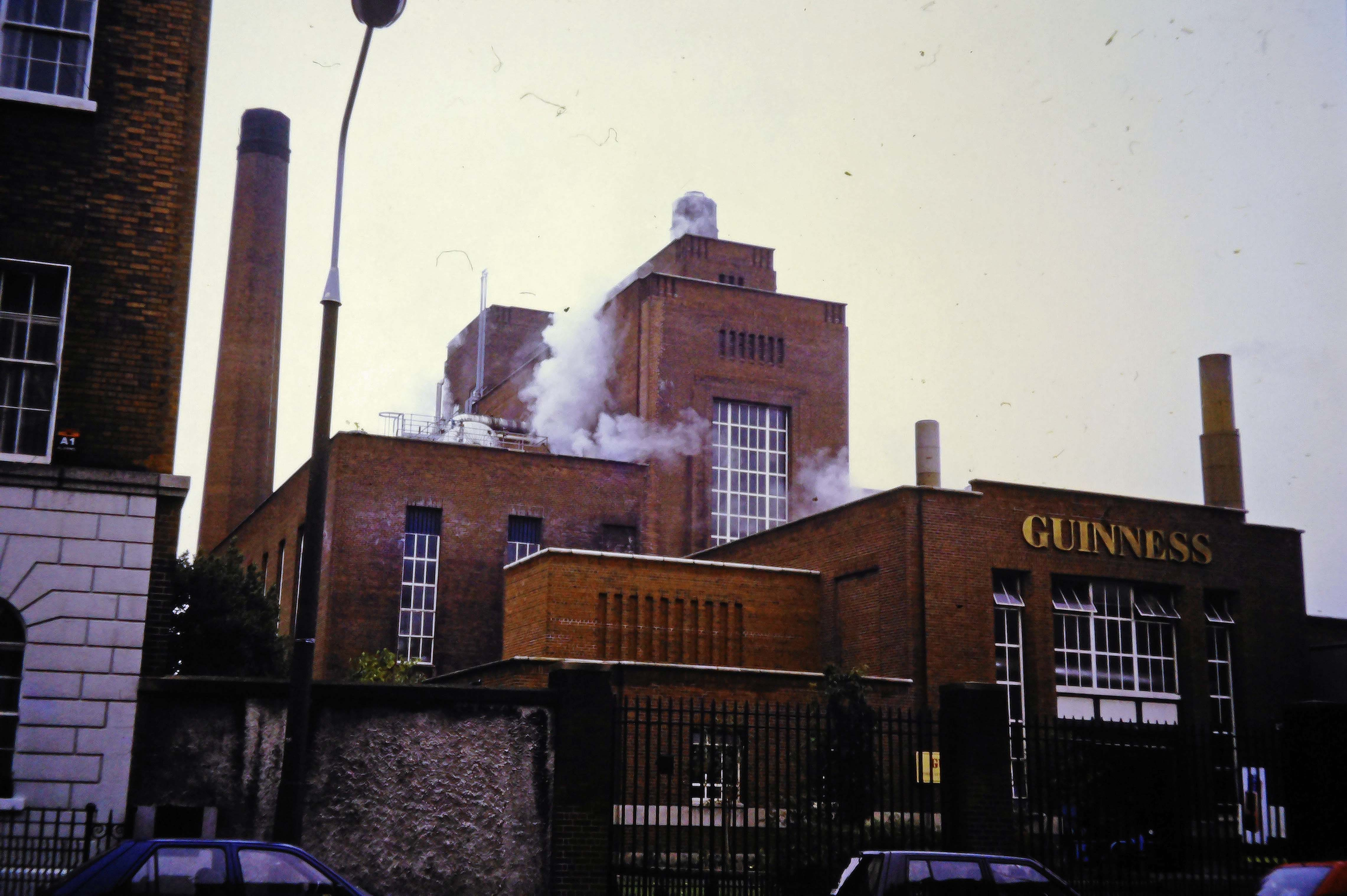
Dublin – Thomas St – Guinness Brewery (1992)

## Sponsoring
Guinness war von 2005 bis 2010 Hauptsponsor der obersten englischen Liga im Rugby Union, die bis Ende der Saison 2009/2010 den Namen Guinness Premiership trug.

 Seit 2015 ist Guinness Hauptsponsor der Rugbyliga Pro14, welche den Namen Guinness Pro14 trägt.